# 白云山水库
白云山水库位于中国江西省吉安市青原区。是一座以防洪、发电、灌溉、养殖为主要功能的大（二）型水库。1969年10月开始建设，1979年5月建成。建设时淹没耕地4280亩，迁移人口1685人。